# Cortes do Meio
Cortes do Meio ist ein Ort und eine Gemeinde am südlichen Rand der Serra da Estrela, dem höchsten Gebirge Portugals.

## Geschichte
Unbestätigten Angaben nach soll die Brücke in Cortes de Baixo römischen Ursprungs sein. Sicherer ist dagegen das Baujahr des vermutlich ältesten Bauwerks der Gemeinde, der Kapelle Capela de Santo António aus dem Jahr 1697. Im 18. Jahrhundert ließ Premierminister Sebastião José de Carvalho e Melo, Marquês de Pombal, dort eine Textilfabrik bauen, um die Wasserenergie am hiesigen Wasserlauf Ribeira das Cortes zu nutzen. Sie wurde nicht fertiggestellt, die Granitmauern sind jedoch heute noch zu sehen.
Cortes do Meio gehörte zur Gemeinde Tortosendo, bis sie 1837 Unhais da Serra angegliedert wurde. Die Bevölkerung wehrte sich jedoch anhaltend gegen diese Eingemeindung. 1859 wurde Cortes do Meio schließlich eine unabhängige Gemeinde im Kreis Covilhã.

## Verwaltung
Cortes do Meio ist Sitz einer gleichnamigen Gemeinde (Freguesia) im Kreis (Concelho) von Covilhã im Distrikt Castelo Branco. In ihr leben 746 Einwohner auf einer Fläche von 47 km² (Stand 19. April 2021).
Folgende Ortschaften liegen in der Gemeinde:
- Bouça
- Cortes de Baixo
- Cortes do Meio
- Ourondinho
- Penhas da Saúde

## Söhne und Töchter
Die Familie des Leichtathleten Samuel Barata stammt aus dem Dorf Bouça. 2017 und 2018 wurde Barata portugiesischer Meister im 5000-Meter-Lauf, 2020 und 2021 Meister über 10.000 Meter, und 2020 auch im 3000-Meter-Lauf.